# Heinrich Nöldeke
Heinrich (Heinz) Hans Wenst Nöldeke (* 16. August 1896 in Saarlouis; † 17. Juni 1955 in Kiel) war ein deutscher Admiralarzt der Kriegsmarine.

## Leben
In der Reichsmarine wurde Nöldeke am 1. November 1925 zum Marine-Stabsarzt befördert und war 1931 an die Universität Leipzig kommandiert.
Ab Oktober 1934 war er als Referent im Dienstgrad eines Marine-Oberstabsarztes im Sanitätsamt der Marinestation der Ostsee in Wilhelmshaven und zugleich Soldatenfamilienarzt Wilhelmshaven. Von Juli 1949 bis Mai 1941 war er Chefarzt am Marinelazarett Kiel-Hassee. Er wurde dann erst bis September 1942 Chefarzt am Marinelazarett Stralsund und wurde Chefarzt am Marinelazarett Kiel-Wik. Später übernahm er in Personalunion auch die Leitung des Marinelazaretts Kiel-Hassee.
Ab Ende Januar 1944 war er als Nachfolger von Kurt Dütschke und ab 1. März 1944 Admiralarzt bis Kriegsende Stationsarzt und Chef des Sanitätsamtes Ost bei der Marinestation der Ostsee. Nach dem Krieg kam er in Kriegsgefangenschaft, aus welcher er am 28. Februar 1946 entlassen wurde.
Nach seiner Freilassung ließ er sich als Frauenarzt in Kiel nieder.
Am 28. Juni 1923 heiratete er in Gronau Hildegard Klara Wienandts (* 1898). Ihr ältester Sohn Hartmut kam im Marinelazarett Cuxhaven zur Welt und wurde später auch Arzt und Sanitätsoffizier. Heinrich Nöldeke liegt auf dem Kieler Nordfriedhof begraben.

## Werke (Auswahl)
- Zur Symptomatologie der Psychopathie im Kindesalter. 1922
- Gasvergiftungen auf deutschen Kriegsschiffen 1914–1918. In: Veröffentlichungen aus dem Gebiete des Marinesanitätswesens, Heft 32, Mittler, 1940.